# Les Romains se prennent une gamelle !
Les Romains se prennent une gamelle ! est le deuxième tome de la série de bande dessinée Idéfix et les Irréductibles de Hervé Benedetti, Nicolas Robin, Michel Coulon et Simon Lecocq (scénario) et de Philippe Fenech et Jean Bastide (dessin), publié le 15 juin 2022.

## Résumé
Nous sommes en 52 avant Jésus-Christ. Tout Lutèce est occupée par les romains... Tout Lutèce ? Non ! Un petit groupe d'irréductibles animaux lutéciens menés par Idéfix résiste encore et toujours à l'envahisseur.
Et la vie n'est pas facile pour le Général Labienus et la meute de chiens qui tentent de romaniser Lutèce...
Dans cette préquelle des aventures d'Astérix (nous sommes deux ans avant la rencontre d'Idéfix avec Astérix et Obélix à Lutèce dans l'album Le Tour de Gaule d'Astérix), le petit chien évolue dans un univers inédit qui respecte tous les codes qui ont fait le succès d'Astérix.
Idéfix vient en aide à ceux qui subissent les conséquences de l'occupation romaine, aidé par Turbine, Baratine et Padgachix...

## Autour de l'album
Cet album contient trois histoires : L'Oeuf à la romaine, L'Affaire du collier et La Statue de Labienus,.